# One More Night
«One More Night» — песня американской поп-рок группы Maroon 5. Песня была выпущена 19 июня 2012 года как второй сингл с четвёртого студийного альбома группы Overexposed. В написании песни приняли участие Адам Левин, Shellback, Макс Мартин и Savan Kotecha; продюсерами стали Shellback и Макс Мартин.
В основном «One More Night» получила хорошие отзывы от музыкальных критиков. Большинство из них похвалили влияние регги на песню и вокал Адама Левина. Однако, некоторые критики почувствовали отсутствие индивидуальности и подвергли критике мелодию песни. В течение девяти недель «One More Night» лидировала в американском чарте Billboard Hot 100. Песня также имела большой успех в австралийском чарте синглов и в Canadian Hot 100, достигнув второй позиции, а также вошла в топовые чарты Новой Зеландии и Южной Кореи. Песня разошлась в 6.9 миллионов копий, став 8-й наиболее продаваемой во всем мире в 2012 году.
Питер Берг стал режиссёром видеоклипа, который вышел 25 июня 2012. В видео Адам играет роль боксера, который работает, чтобы обеспечить свою подругу и ребёнка. Тратя большую часть времени на тренировки по борьбе, он пытается всеми силами быть как можно чаще рядом с подругой и воспитывать их ребёнка вместе. Хотя он кажется решительным человеком, его вторая половинка, обеспокоенная его «кровавой» профессией и финансовой стабильностью для его дочери, решает его оставить и уходит вместе с дочерью. Группа впервые выступила с песней на The Today Show 29 июня 2012, также в живую выступила на Late Show with David Letterman и во время их тура Overexposed Tour (2012-14).

## Релиз
После успеха линд-сингла Payphone группа объявила, что вторым синглом с альбома Overexposed будет «One More Night», который вышел 19 июня 2012. Премьера песни состоялась 18 мая 2012 в казино Revel Atlantic City и отеле Atlantic City. Второго декабря был выпущен ремикс на песню, записанный при участии мексиканского репера Ezequielized Odyssey.

## Лирика
«One More Night» была написана Адамом Левином, Shellback, Максом Мартином и Savan Kotecha; продюсерами стали Shellback и Макс Мартин. Лирика песни построена на идеи о сильном различие в стремлениях и желаниях ума, сердца и тела. В песни Левин поет и заявляет: «Попытаюсь сказать Вам Нет, но мое тело хочет сказать Да», жалуясь тем самым на неспособность сопротивляться привлекательным чарам понравившегося человека. В припеве Адам поет, что околдован кем-то кого он знает, но не должен быть с ней: «Таким образом я иду в разрез со своим сердце и хочу умереть / Что я останусь с Вами ещё на одну ночь /И я знаю, что говорил это миллион раз /Но я останусь с Вами ещё на одну ночь».

## Критика
Песня получила много положительных рецензий от музыкальных критиков. Роберт Копси из Digital Spy назвал её «бодрой, с наполненным умеренным темпом регги в припеве, который кажется очень знакомым». Саймон Прайс из The Independent заявил, что в песне « часть электро-регги заставляет Ace of Base быть походими на Ли Перри».

## Коммерческий успех
Песня дебютировала с 42 позиции в американском чарте Billboard Hot 100 7 июля 2012.. Также в чарте Hot Digital Songs песня заняла 12 место. Песня поднялась на первое место в Billboard Hot 100 29 сентября. Это была третья песня, которой удалось возглавить американский чарт, ранее это делали Makes Me Wonder в 2007 (3 недели № 1) и Moves like Jagger в 2011 (4 недели № 1). «One More Night» продержалась 9 недель на первом месте — это самое рекордное пребывание на вершине чарта для Maroon 5. 25 ноября 2012 года песня Рианны Diamonds сместила «One More Night» с первой строчки. К июню 2014 было продано 4 635 000 копий сингла на территории США.

## Награды и номинации
| Год  | Номинированная работа | Премия                 | Награда        | Результат |
| ---- | --------------------- | ---------------------- | -------------- | --------- |
| 2012 | One More Night        | People’s Choice Awards | Favorite Song  | Номинация |
| 2013 | One More Night        | Billboard Music Awards | Top 100 Song   | Номинация |
| 2013 | One More Night        | Billboard Music Awards | Top Radio Song | Номинация |
| 2013 | One More Night        | Billboard Music Awards | Top Pop Song   | Номинация |

## Чарты
| Чарты (2012-14)                        | Лучшая позиция |
| -------------------------------------- | -------------- |
| Австралия (ARIA)                       | 2              |
| Австрия (Ö3 Austria Top 40)            | 8              |
| Бельгия/Фландрия (Ultratop 50)         | 16             |
| Бельгия/Валлония (Ultratop 50)         | 15             |
| Болгария (IFPI)                        | 1              |
| Канада (Billboard Canadian Hot 100)    | 2              |
| Чехия (Rádio — Top 100)                | 2              |
| Дания (Tracklisten)                    | 8              |
| Финляндия (Suomen virallinen lista)    | 2              |
| Франция (SNEP)                         | 9              |
| Германия (GfK)                         | 17             |
| Венгрия (Rádiós Top 40)                | 8              |
| Ирландия (IRMA)                        | 16             |
| Израиль (Media Forest)                 | 3              |
| Италия (FIMI)                          | 13             |
| Нидерланды (Dutch Top 40)              | 15             |
| Новая Зеландия (Recorded Music NZ)     | 1              |
| Норвегия (VG-lista)                    | 7              |
| Польша (Polish Airplay Top 100)        | 5              |
| Шотландия (OCC Scotland)               | 7              |
| Словакия (Rádio — Top 100)             | 49             |
| Испания (PROMUSICAE)                   | 25             |
| Швеция (Sverigetopplistan)             | 5              |
| Швейцария (Schweizer Hitparade)        | 11             |
| Великобритания (OCC UK Singles)        | 8              |
| США (Billboard Hot 100)                | 1              |
| США (Billboard Adult Contemporary)     | 2              |
| США (Billboard Adult Pop Airplay)      | 1              |
| США (Billboard Dance/Mix Show Airplay) | 8              |
| США (Billboard Hot Latin Songs)        | 32             |
| США (Billboard Pop Airplay)            | 1              |
| США (Billboard Rhythmic)               | 11             |

| Чарт (2012)                              | Позиция |
| ---------------------------------------- | ------- |
| Australia (ARIA)                         | 18      |
| Belgium (Ultratop 50 Wallonia)           | 100     |
| Canada (Canadian Hot 100)                | 25      |
| France (SNEP)                            | 86      |
| Hungary (Rádiós Top 40)                  | 67      |
| Netherlands (Mega Single Top 100)        | 77      |
| New Zealand (RIANZ)                      | 12      |
| South Korea (Gaon Chart)                 | 96      |
| South Korea (Gaon Chart (International)) | 4       |
| Sweden (Digilistan)                      | 56      |
| UK Singles (Official Charts Company)     | 72      |
| US Billboard Hot 100                     | 18      |
| US Adult Pop Songs                       | 29      |
| US Mainstream Top 40                     | 20      |

| Чарт (2013)                        | Позиция |
| ---------------------------------- | ------- |
| Canada (Canadian Hot 100)          | 40      |
| US Billboard Hot 100               | 38      |
| США (Billboard Adult Contemporary) | 19      |
| США (Billboard Adult Pop Airplay)  | 31      |
| США (Billboard Pop Airplay)        | 43      |

## Сертификация
| Регион | Сертификация       | Продажи   |
| --- | ------------------ | --------- |
| Австралия (ARIA) | 9× Платиновый      | 630 000   |
| Бразилия (ABPD) | 2× Бриллиантовый   | 500 000   |
| Канада (Music Canada) | 6× Платиновый      | 480 000*  |
| Дания (IFPI Danmark) | Золотой            | 15 000^   |
| Германия (BVMI) | Золотой            | 150 000   |
| Италия (FIMI) | Платиновый         | 30 000*   |
| Мексика (AMPROFON) | Платиновый+Золотой | 90 000*   |
| Новая Зеландия (RMNZ) | 3× Платиновый      | 45 000*   |
| South Korea (Gaon Chart) | —                  | 2,086,680 |
| Испания (PROMUSICAE) | Платиновый         | 60 000    |
| Швеция (GLF) | 2× Платиновый      | 80 000    |
| Швейцария (IFPI Switzerland) | Золотой            | 15 000^   |
| Великобритания (BPI) | Платиновый         | 600 000   |
| США (RIAA) | 6× Платиновый      | 6,000,000 |
| Стриминг |                    |           |
| Дания (IFPI Danmark) | 2× Платиновый      | 3 600 000 |
| * Данные о продажах приведены только на основе сертификации. · ^ Данные о тиражах приведены только на основе сертификации. · Данные о продажах + прослушиваниях приведены только на основе сертификации. · Данные только о прослушиваниях приведены на основе сертификации. |                    |           |